# لیشور ورلد (مریلند)
لیشور ورلد (به انگلیسی: Leisure World) یک منطقهٔ مسکونی در ایالات متحده آمریکا است که در شهرستان مونتگومری، مریلند واقع شده‌است. لیشور ورلد ۲٫۸ کیلومتر مربع مساحت و ۸٬۷۴۹ نفر جمعیت دارد و ۱۳۳ متر بالاتر از سطح دریا واقع شده‌است.